# Новопичингушанские Выселки
Новопичингушанские Выселки — деревня в Ельниковском районе Мордовии России. Входит в состав Новодевиченского сельского поселения.

## История
В «Списке населённых мест Пензенской губернии за 1869» Новопичингушанский Выселок казенная деревня из 26 дворов Краснослободского уезда.

## Население
| 2002 | 2010 |
| ---- | ---- |
| 76   | ↘55  |

Национальный состав
Согласно результатам Всероссийской переписи населения 2002 года, в национальной структуре населения мордва-мокша составляли 92 %.